# Osael Maroto
Osael Javier Maroto Martínez (San José, Costa Rica, 8 de junio de 1973) es un empresario, ingeniero agrónomo, y presidente de la Federación Costarricense de Fútbol desde 2023.
Obtuvo su bachillerato de secundaria en el Colegio Marista de Alajuela y se graduó como ingeniero agrónomo en La Universidad EARTH (Escuela de Agricultura de la Región Tropical Húmeda), en Guácimo, provincia de Limón.

## Trayectoria
Maroto incursionó en el mundo del fútbol con la compra a Sporting Football Club desde el 2019, un año después de su presidencia, el equipo albinegro ascendió a la máxima categoría costarricense tras vencer a Juventud Escazuceña. En la temporada 2022-23, el equipo albinegro llamó la atención del público costarricense al destacarse tanto futbolísticamente, marketing y administrativamente, en el cual Osael Maroto estuvo presente bajo un perfil bajo ante medios de comunicación.
El 19 de julio de 2023, Osael Maroto se convirtió virtualmente presidente de la Federación Costarricense de Fútbol al ser el único postulante a la presidencia. Maroto tuvo el respaldo a su presidencia por parte de la UNAFUT, al tener la totalidad de votos de los doce equipos, además de los votos de segunda división. El 25 de agosto, su candidatura a la presidencia se dio por finalizada al convertirse en presidente de la Federación Costarricense de Fútbol.
El 9 de septiembre de 2023, Osael Maroto firmó una alianza con la Federación de Fútbol de Arabia Saudita.